# Alfons III:s krönika

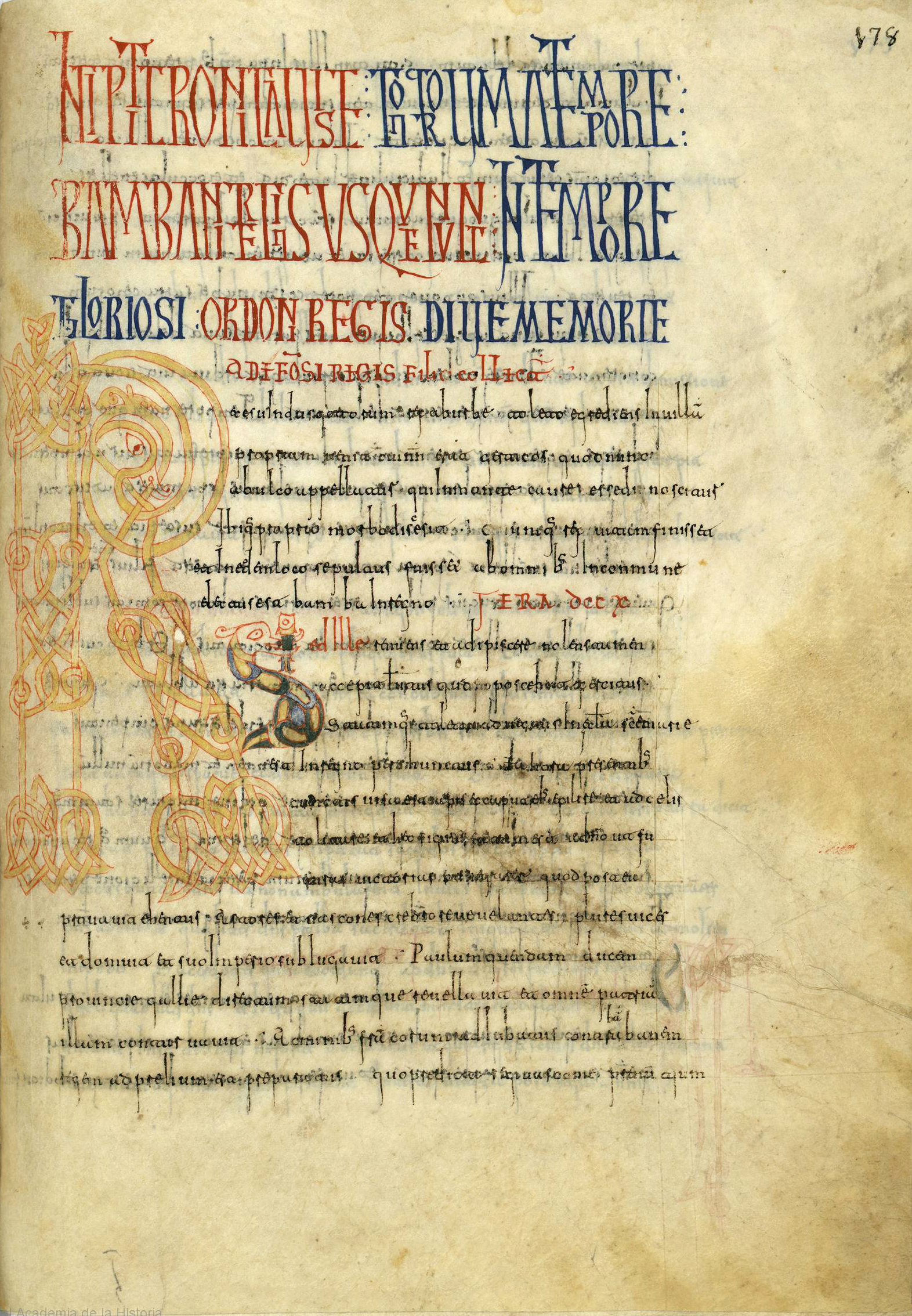
Foto av texten i Alfonso III:s krönika på pergament

Alfons III:s krönika (latin: Chronica Adefonsi tertii regis) är en tidigmedeltida latinsk krönika skriven i början av 900-talet på uppdrag av kung Alfonso III av León, möjligen skriven av kungen själv, med målet att visa på kontinuiteten mellan det visigotiska Spanien och det senare kristna medeltida Spanien. Den är tänkt som en fortsättning på Isidor av Sevillas historia om goterna, den är skriven på en sen form av latin och beskriver en historia om perioden från den visigotiska kungen Wamba till kung Ordoño I av Asturien. Krönikan finns i två något olika versioner: den tidigare Cronica Rotensis, , som återfinns i Codex of Roda. Den senare Cronica ad Sebastianum, även kallad Ovetense, ad Sebastianum eller Erudita. Den senare innehåller fler uppgifter som understöder krönikans ideologiska mål. Senare författare har dock föreslagit möjligheten att båda versionerna motsvarar två olika krönikor baserade på Ordoño I:s krönika. Alfons III:s krönika är.tillsammans med Albeldas krönika och den profetiska krönikan den så kallade cykeln av krönikor från Alfons III:s era.

## Utgåvor
Krönikan var opublicerad till 1615 då Prudencio de Sandoval gav ut ett fragment av krönikan om kungarna av Asturien, kommenterad och korrigerad av honom själv. Den första fulla utgåvan (editio princeps) var den som Juan Ferreras inkluderade i sin Spaniens historia 1727. 1729 publicerade Francisco de Berganza sin version och kritiserade Ferreras. Den mest genomarbetade versionen inkluderades 1756 av Enrique Flórez sitt verk Heliga Spanien. Flórez version reproduceras senare av Jacques Paul Migne, Ramón Cobo och Sampedro och Ambrosio Huici Miranda, de två sistnämnda med en översättning till spanska.
År 1918 presenterade Zacarías García Villada en studie av krönikan som inkluderade både Rotense- och Sebastianense-versionerna. Den kronologisk ordningen av krönikor som behandlar den asturiska monarkin och dess historia är att den äldsta krönikan är Albeldensekrönikan, och sedan kommer Alfons III:s krönika.

## Cronica Rotensis
Den första versionen Crónica rotensis, benämnd så eftersom den hittades i katedralen San Vicente de Roda de Isábena. Den senare skrivna Oviedokrönikan lade större vikt vid att skildra Pelayo av Asturien som efterträdare till kungarna av Toledo, det vill säga till det visigotiska riket. Det främsta syftet med dessa krönikor var att visa det visigotiska rikets kontinuitet i kungariket Asturien.
Rotensis är skriven på ett barbariskt latin, skrivet av en lekman, och flera historiker har antagit att kung Alfonso III själv är skribenten. En fras om staden Viseu, i Portugal, säger att den befolkades "på vårt mandat" en fras som rimligen kan tillskrivas kungen. Verket var tänkt att vara en fortsättning på Goternas historia av biskop Isidor av Sevilla. Krönikan slutade med slutet av Ordoño I:s regeringstid.

## Cronica sebastianensis
När den tidigare versionen rotensis hade skrivits skickade kung Alfonso III den till sin brorson Sebastián, som var biskop av Salamanca eller till en biskop Sebastian i Ourense. Denne förbättrade stilen och språket genom att förändra krönikans grova latin, tog bort flera fragment ur krönikan och förde in vissa ideologiskt motiverade korrigeringar till exempåel om Pelayos ädla ursprung, rentvådde prästerskapet och om det gotiska inslaget i kungariket Asturiens ursprung. Denna korrigerade version är känd som Ad Sebastianum eller Sebastianense-versionen.

## Hur skapandes krönikan
Båda versionerna av  Alfons III:s krönika har överlevt. Den äldsta manuskriptet till krönika Rotensis finns bevarad i Codex Roda som skapades i slutet av 900-talet och i början av 1000-talet. Båda texterna föregås av dedikationer till kungarna av León. Sebastiankrönikan dedikation var till García I och Rodas krönika till hans efterträdare på tronen, Ordoño II. Trots detta antas det att är Rotensis som är  den ursprungliga versionen av Alfons III:s krönika, medan Sebastianensis är en senare version.
Alfons III:s krönika skrevs troligen omkring 887–888, dateringen bygger på att den nämner bosättningen av staden Viseu som en sentida händelse i krönikan. Platsen för sammanställningen av krönikan anses vara Oviedo, på grund av att krönikan använder frasen "här" (latin hanc) två gånger i förhållande till denna stad. Det är omdiskuterat bland historiker om vem som var författare. Vissa anser att kung Alfonso III är författaren till krönikan, baserat på frasen om bosättningen av Viseu på order av. Andra forskare menar att det inte är känt exakt på vems order denna stad bosattes. Då kan författaren till krönikan inte vara kungen, utan troligare en av de högt uppsatta hov- eller kyrkohierarkerna. En kompromiss är att krönikan sammanställdes i det kungliga scriptoriet i Oviedo under monarkens direkta kontroll. Efter att den text skrivits som låg till grund för Rotensis, som skrevs på grovt latin, skickade Alfons III den till biskop Sebastian för att verifiera de fakta som nämndes och även korrigera stilen i krönikan. Denne Sebastian, som har identifierats antingen med biskop Sebastian av Ourense eller med kungens brorson, biskop Sebastian I av Salamanca, skrev om krönikan på litterärt latin och gjorde också flera ändringar, som mer återspeglade stämningen vid hovkretsarna i det asturiska riket i slutet av 800-talet. Efter denne Sebastian kallades den av honom korrigerade versionen av krönikan sebastianensis.  Det antas att texterna i båda krönikorna senast redigerades under första fjärdedelen av 900-talet. Källorna som låg till grund för Alfons III:s krönika har inte kunnat fastställas mera exakt. En av källorna var förmodligen en försvunnen krönikan, som användes också i Albeldas krönika som skapades under första hälften av 880-talet.  Vissa historiker tror att författaren till Alfons III:s krönika var bekant med texterna i de visigotiska kungarnas krönika och den profetiska krönikan och använde dem i sitt arbete med krönikan.

## Krönikan text
Alfons III:s krönika börjar med en beskrivning av den visigotiske kungen Wambas trontillträde. Liksom sina efterträdare, Erwig och Egica, är denne monark högt ansedd av krönikans författare, medan Wittizas och Roderiks verksamhet endast beskrivs ur en kritisk synvinkel. De två sista härskarna pekas ut som de direkta skyldiga till det visigotiska kungadömets fall, som blev en följd av den arabiska erövringen av den iberiska halvön. Alfons III:s krönika innehåller ett antal unika uppgifter men flera kronologiska data är felaktiga och kritiken av de två sista kungarna är partisk för kyrkans ståndpunkt.
Rodas krönika och Sebastians krönika berättar om den förste kungen av Asturien och hans regeringstid, De ger olika versioner av hur han valdes till kung. Enligt den första valdes Pelayo vid en folkförsamling av fria asturer. Enligt den andra versionen valdes han av medlemmar av två visigotiska kungafamiljer som överlevde slagen i arabiska erövringens början. Sebastians krönika lägger vikt vid den nye monarkens släktskap med tidigare visigotiska härskare.  Alfons III:s krönika om slaget vid Covadonga är den mest detaljerade tidigmedeltida källan av de spansk-kristna källorna om denna händelse. Krönika berättar mycket kortfattat om Pelayos närmaste efterträdare. Mycket mer detaljerad information ges om kungarna Alfons I, Ramiro I och Ordoño I. Huvudtemat i berättelserna om dessa härskare är deras framgångsrika kamp mot morerna. Samtidigt säger krönikan ingenting om de nederlag som muslimerna tillfogade asturianerna vid den tiden. Krönikan slutar med kung Alfons III:s trontillträde i Asturien år 866.

## Krönikan i historien
Information från Alfons III:s krönika användes i några senmedeltida verk, såsom Silos krönika och Najeras könika samt i verk av Lucas av Tuy och Rodrigo Jiménez de Rada. Tillsammans med de visigotiska kungarnas krönika, den arabisk-bysantinska krönikan från 741 och den mozarabiska krönikan från 754 är Alfons III:s krönika en av de viktigaste källorna om det visigotiska rikets sena historia och den arabiska erövringen av den iberiska halvön, och tillsammans med Albeldas krönika och den profetiska krönikan är den viktigaste spansk-kristna källan om kungariket Asturiens historia.